# Косиножићи
Косиножићи (итал. Cosini) је насељено место у Републици Хрватској у Истарској жупанији. Административно је у саставу Града Пореча.

## Становништво
Према последњем попису становништва из 2001. године у насељу Косиножићи је живело 86 становника који су живели у 24 породична и 4 самачка домаћинстава.
Кретање броја становника по пописима 1857—2001.
| година пописа  | 1857. | 1869. | 1880. | 1890. | 1900. | 1910. | 1921. | 1931. | 1948. | 1953. | 1961. | 1971. | 1981. | 1991. | 2001. |
| бр. становника | 0     | 0     | 112   | 112   | 149   | 141   | 0     | 0     | 95    | 86    | 95    | 66    | 54    | 74    | 86    |

Напомена:У 1857, 1869, 1921. и 1931. подаци су садржани у насељу Нова Вас. Од 1890. до 1910. исказивано под именом Косиносић. У 1880. и 1890. исказано као део насеља. 